# اعتدال شمسي (مسلسل)
اعتدال شمسى هو مسلسل عُرض في 30 نوفمبر 2020 على منصة نتفليكس.

## طاقم التمثيل
- دانيكا كورسيك
- كارولين هام
- فيولا مارتينسين
- لارس بريجمان
- هيدلوند
- أغسطس اسحق كارتر
- فاني ليندر بورنيدال
- اسأل موسبرغ ترولسن
- بيدير هولم جوهانسن
- أليكساندر ويليام
- سوزان ستورم
- أندريا إنجلسمان بيرسون
- توماس تشانهينج
- مورتن هوش فوسبول
- اسكيل تونسين

## وصلات خارجية
- اعتدال شمسي على موقع IMDb (الإنجليزية)
- اعتدال شمسي على موقع روتن توميتوز (الإنجليزية)
- اعتدال شمسي على موقع نتفليكس (الإنجليزية)
- اعتدال شمسي على موقع فيلمافينيتي (الإسبانية)
- اعتدال شمسي على موقع قاعدة بيانات الفيلم (الإنجليزية)
- اعتدال شمسي على موقع ليتربوكسد (الإنجليزية)
- اعتدال شمسي على موقع كينوبويسك (الروسية)
- اعتدال شمسي على موقع ألو سيني (الفرنسية)
- اعتدال شمسي على موقع قاعدة بيانات الفيلم (الإنجليزية)
- اعتدال شمسى في موقع ميتاكريتيك
- اعتدال شمسى  في قاعدة بيانات الأفلام على الإنترنت (بالإنجليزية)
- اعتدال شمسى في موقع تي في.كوم